# Накаґусуку
Накаґу́суку (яп. 中城村, なかぐすくそん, МФА: [nakagusu̥ku guɴ]?) — село в Японії, в повіті Накаґамі префектури Окінава.   Площа становить 15,46 км². Станом на 1 липня 2012 року населення складало 18 288  осіб, густота населення — 1180 осіб/км².   

Протягом 1429—1871 років територія села входила до складу Рюкюської держави. 1871 року остання була перетворена на японський автономний уділ Рюкю. 1879 року цей уділ анексувала Японська імперія, яка перетворила його на префектуру Окінава.